# Saurauia tewensis
Saurauia tewensis är en tvåhjärtbladig växtart som beskrevs av Pieter Willem Korthals. Saurauia tewensis ingår i släktet Saurauia och familjen Actinidiaceae. Inga underarter finns listade i Catalogue of Life.